# Équipe d'Algérie masculine de handball au Championnat d'Afrique 1989
Cet article relate le parcours de lÉquipe d'Algérie masculine de handball au Championnat d'Afrique des nations 1989, disputé du 17 au 27 juillet 1989 en Algérie.
En finale, l'Algérie s'impose 18 à 17 face à l'Égypte et remporte son 5e titre consécutif de champion d'Afrique. De plus, elle obtient à cette occasion sa qualification pour le championnat du monde 1990.

## Résultats

### Phase de groupe: Poule A
|   | Équipe  | Pts | J | G | N | P | Bp | Bc | Diff |
| - | ------- | --- | - | - | - | - | -- | -- | ---- |
| 1 | Algérie | 6   | 3 | 3 | 0 | 0 | 66 | 50 | 16   |
| 2 | Tunisie | 4   | 3 | 2 | 0 | 1 | 65 | 50 | 15   |
| 3 | Maroc   | 1   | 3 | 0 | 1 | 2 | 44 | 57 | -13  |
| 4 | Angola  | 1   | 3 | 0 | 1 | 2 | 60 | 78 | -18  |

Le Tchad a déclaré forfait.   
| 17 juillet 1989 18h30 | Algérie        | 19 – 11  | Maroc                  | Salle Harcha Hassen, (Alger), Arbitrage : N'Doye et Moussa |
| 17 juillet 1989 18h30 | Bouhalissa (5) | (10 – 5) | Guenoun et Adloune (3) | Salle Harcha Hassen, (Alger), Arbitrage : N'Doye et Moussa |

La feuille de match Algérie-Maroc est :
- Algérie : Zermani (GB), Boudrali (3), Akeb (1), Bouhalissa (5), Azeb, Bouchekriou (2), Hamiche (3), Bendjemil (2), Lecheheb (1), Benmaghssoula, Mohamed Seghir (2), Ouchia (GB).
- Maroc : Belkacemi (GB), Boudjouni, Ait Aka, Bouhadioui, Nouri El-Bedrai (2), Benouta, El-Anbri (2), Guenoun (3), Kermiche (1), El-Djabri, Adloune (3). Entraineur : El-Aitouni et Adjbir.

| 19 juillet 1989 18h30 | Algérie      | 18 – 16  | Tunisie             | Salle Harcha Hassen, (Alger) Affluence : 7 000 Arbitrage : Moelle et M'Voula |
| 19 juillet 1989 18h30 | Boudrali (5) | (10 – 9) | Benkhaldi Jalal (6) | Salle Harcha Hassen, (Alger) Affluence : 7 000 Arbitrage : Moelle et M'Voula |

La feuille de match Algérie-Tunisie est :
- Algérie : Boussebt (GB), Ouchia (GB), Boudrali (5 buts), Akeb, Azeb (2), Douballah, Belhocine (4), Bouchekriou, Bouanik (3), Hamiche (2), Benmaghssoula (1), Mohamed Seghir (1).
- Tunisie : Benyagouta (GB), Naït El-Gaid (GB), Mouatemiri (1), Benkhaldi Jalal (6), Bensamir (2), Khalladi, Belhareth, (1), Zouabi (3), Fnina (1), Mecheméche, Laaribi (2). Entraineur : Adjelatti Lotfi

| 20 juillet 1989 18h30 | Algérie     | 29 – 23  | Angola  | Salle Harcha Hassen, (Alger) |
| 20 juillet 1989 18h30 | Belhocine 8 | (12 – 5) | Bonzi 6 | Salle Harcha Hassen, (Alger) |

- Algérie : Boussebt (GB), Belhocine (8 buts), Boudrali, Bouhalissa (1), Azeb, Bouchekriou (3), Bendjemil, Lecheheb (4), Benmeghsoula (3), Douballa (4), Bouanik (2), Zermani ? (GB)
- Angola : José Toni, Zito, Paolo Bonzi (6 buts), Bayzino, Jao Zino (5), Pirola (3), Victor Vitto (2), Peidro Abyodino, Dorati (1), Koni Costa (1), Jao N'Zadi (5), Adelino Peidroza. entraineur : Dieter Lienmann

### Phase finale
Les résultats de la phase finale sont :
|  | Demi-finales    | Demi-finales    |                        |    | Finale          | Finale          |
|  | Demi-finales    | Demi-finales    |                        |    | Finale          | Finale          |
|  |                 |                 |                        |    |                 |                 |
|  | 25 juillet 1989 | 25 juillet 1989 |                        |    | 27 juillet 1989 | 27 juillet 1989 |
|  | 25 juillet 1989 | 25 juillet 1989 |                        |    | 27 juillet 1989 | 27 juillet 1989 |
|  | Algérie         | 18              |                        |    | 27 juillet 1989 | 27 juillet 1989 |
|  | Algérie         | 18              |                        |    | 27 juillet 1989 | 27 juillet 1989 |
|  | RP Congo        | 13              |                        |    | 27 juillet 1989 | 27 juillet 1989 |
|  | RP Congo        | 13              | Algérie                | 18 |                 |                 |
|  | 25 juillet 1989 |                 | Algérie                | 18 |                 |                 |
|  |                 | Égypte          | 17                     |    |                 |                 |
|  | Égypte          | Égypte          | 17                     | 21 |                 |                 |
|  | Égypte          |                 |                        | 21 |                 |                 |
|  | Tunisie         | 20              |                        |    |                 |                 |
|  | Tunisie         | 20              | Match pour la 3e place |    |                 |                 |
|  |                 |                 |                        |    |                 |                 |
|  | 26 juillet 1989 |                 |                        |    |                 |                 |
|  |                 |                 |                        |    |                 |                 |
|  | Tunisie         | 19              |                        |    |                 |                 |
|  | Tunisie         | 19              |                        |    |                 |                 |
|  | RP Congo        | 18              |                        |    |                 |                 |
|  | RP Congo        | 18              |                        |    |                 |                 |

#### Demi-finales
Les résultats des demi-finales sont :
| 25 juillet 1989 17h 30 | Algérie                  | 18 – 13 | RP Congo | salle Harcha Hassen, Alger Affluence : 7 000 Arbitrage : Abdelatif El Kouche, Abdelghani Gazouli |
| 25 juillet 1989 17h 30 | Bouhalissa & Belhocine 5 | (8 – 7) | Bocko 7  | salle Harcha Hassen, Alger Affluence : 7 000 Arbitrage : Abdelatif El Kouche, Abdelghani Gazouli |
| 25 juillet 1989 17h 30 | ×1 ×0                    |         | ×5 ×0    | salle Harcha Hassen, Alger Affluence : 7 000 Arbitrage : Abdelatif El Kouche, Abdelghani Gazouli |

- Algérie : Boussebt (GB), Ouchia (GB), Bouhalissa (5), Azeb (2), Doballah, Belhocine (5), Bouchekriou (), Bouanik (2), Bendjemil (1), Lecheheb (1), Benmeghssoula (1), Boudrali (1, ). Entraineur : Derouaz.
- RP Congo : Malenga (GB), Miantoudila (GB), Massamba (2, ), Poyiti (2), Bocko (7, ), Inanion, Wilson (1), Mokyama, Boulingui (1), Makino (), Mahongon (2, ), Levoud, Nikongo (). Entraineurs : N'Kodiya Itssala.

#### Finale
La finale a vu l'Algérie s'imposer 18 à 17 face à l'Égypte, :
| 27 juillet 1989 18h | Algérie     | 18 – 17 | Égypte            | Salle Harcha Hassen, (Alger) Affluence : 7 000 Arbitrage : Mossa Seck et Babacar N'Daye |
| 27 juillet 1989 18h | Omar Azeb 5 | (6 – 8) | Hassen et Belal 5 | Salle Harcha Hassen, (Alger) Affluence : 7 000 Arbitrage : Mossa Seck et Babacar N'Daye |
| 27 juillet 1989 18h | ×2 ×0       |         | ×4 ×0             | Salle Harcha Hassen, (Alger) Affluence : 7 000 Arbitrage : Mossa Seck et Babacar N'Daye |

| Algérie                           |                            |      |              |
| no                                | Joueurs                    | Buts | Sanctions    |
| 16                                | Mourad Boussebt            | (GB) |              |
| 12                                | Kamel Ouchia               | (GB) |              |
| 3                                 | Kamel Akkeb                | 2    |              |
| 5                                 | Omar Azeb                  | 5    | Carton jaune |
| 6                                 | Mustapha Doballah          | -    | Suspension   |
| 7                                 | Djaffar Belhocine          | 2    |              |
| 8                                 | Salah Bouchekriou          | 2    |              |
| 10                                | Abdelkrim Bendjemil        | 3    |              |
| 11                                | Fethnour Lacheheb          | -    |              |
| 13                                | Abdeslam Benmaghsoula      | 1    | Suspension   |
| 14                                | Zine Eddine Mohamed Seghir | 1    |              |
| 15                                | Brahim Boudrali            | 2    | Carton jaune |
| Entraîneur : Mohamed Aziz Derouaz |                            |      |              |

| Égypte                   |                       |      |                                        |
| no                       | Joueurs               | Buts | Sanctions                              |
| 7                        | Aymen El-Shamed       | (GB) |                                        |
| 12                       | Bassem El-Sobky       | (GB) |                                        |
| 15                       | Alaa El-Sayed         | 2    |                                        |
| 4                        | Hossam Gharib         | 3    | Carton jaune                           |
| 9                        | Yasser Hassen Lebib   | 5    | Suspension · Suspension                |
| 16                       | Aymen Salah El-Chahid | 2    | Carton jaune · Suspension · Suspension |
| 17                       | Ahmed Belal (en)      | 5    | Carton jaune                           |
| 10                       | Khaled Hassen         | -    |                                        |
| 19                       | Mohamed Ashour        | -    | Carton jaune                           |
| 18                       | Ahmed Abdelmaged      | -    |                                        |
| 14                       | Ahmed Debes (en)      | -    |                                        |
| 5                        | Amir Abou El-Fateh    | -    |                                        |
| Entraîneur : Gamel Shems |                       |      |                                        |

## Statistiques
| Rang  | Joueur                     | Buts | Matchs | Moy. |
| ----- | -------------------------- | ---- | ------ | ---- |
| 1     | Djaffar Belhocine          | 19   | 4      | 4,8  |
| 2     | Abdelhak Bouhalissa        | 11   | 4      | 2,8  |
| 3     | Brahim Boudrali            | 11   | 5      | 2,2  |
| 4     | Omar Azeb                  | 9    | 4      | 2,3  |
| 5     | Mahmoud Bouanik            | 7    | 3      | 2,3  |
| 6     | Salah Bouchekriou          | 7    | 5      | 1,4  |
| 7     | Fethnour Lacheheb          | 6    | 4      | 1,5  |
| 8     | Abdelkrim Bendjemil        | 5    | 5      | 1,0  |
| 9     | Abdeslam Benmaghsoula      | 6    | 5      | 1,2  |
| 10    | Abdelkrim Hamiche          | 5    | 2      | 2,5  |
| 11    | Zine Eddine Mohamed Seghir | 4    | 3      | 1,3  |
| 12    | Mustapha Doballah          | 4    | 4      | 1    |
| 13    | Kamel Akkeb                | 3    | 3      | 1    |
| Total | Total                      | 102  | 5      | 20,0 |